# Xanthobasis angustifrons
Xanthobasis angustifrons är en tvåvingeart som beskrevs av Aldrich 1934. Xanthobasis angustifrons ingår i släktet Xanthobasis och familjen parasitflugor. Inga underarter finns listade i Catalogue of Life.